# Ametrin
Ametrine, även känd som trystin eller med sitt handelsnamn som bolivianit, är en sorts kvarts med blandning mellan citrin och ametist. Nästan all kommersiellt tillgänglig ametrin bryts i Bolivia.
Denna sten kan man inte finna i kluster och måste slipas för att man ska kunna se den vackra genomskinliga stenen med två färger. Färgen på de zoner som är synliga inom ametrin beror på olika oxidationstillstånd av järn i kristallen. Citrinsegmenten har oxiderat järn medan ametistsegmenten är ooxiderade. De olika oxidationstillstånden uppstår på grund av att det finns en temperaturgradient över kristallen under dess bildning. Konstgjord ametrin skapas från naturlig citrin genom betabestrålning (som skapar en ametistdel), eller från en ametist som omvandlas till citrin genom differentierad värmebehandling. 
Ametrin i lågprissegmentet kan komma från syntetiskt material. Gröngul eller guldblå ametrin existerar inte naturligt. Denna sten finns bara i Bolivia, den kommer från Ricón del Tigre-området, från Anahí-gruvan. 

## Struktur
Ametrin består av kiseldioxid (SiO2) och det är ett tektosilikat, vilket innebär att det har ett silikatramverk kopplat samman genom delade syreatomer. 

## Historik
Legenden säger att ametrin först introducerades i Europa genom en conquistadors gåvor till den spanska drottningen på 1600-talet, efter att han fått en gruva i Bolivia som hemgift när han gifte sig med en prinsessa från den infödda Ayoreosstammen.

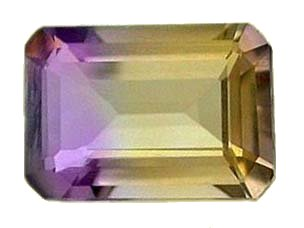
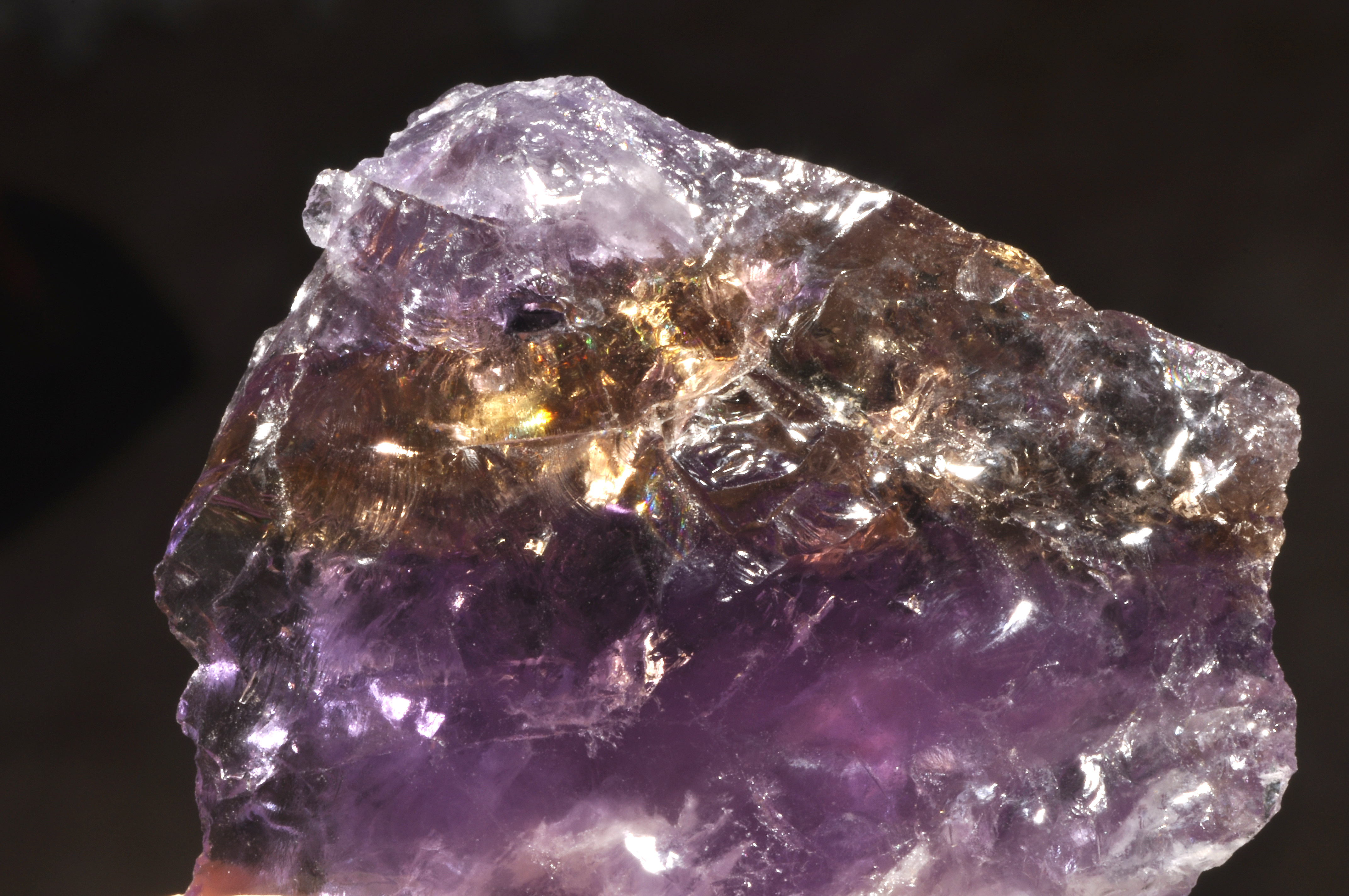
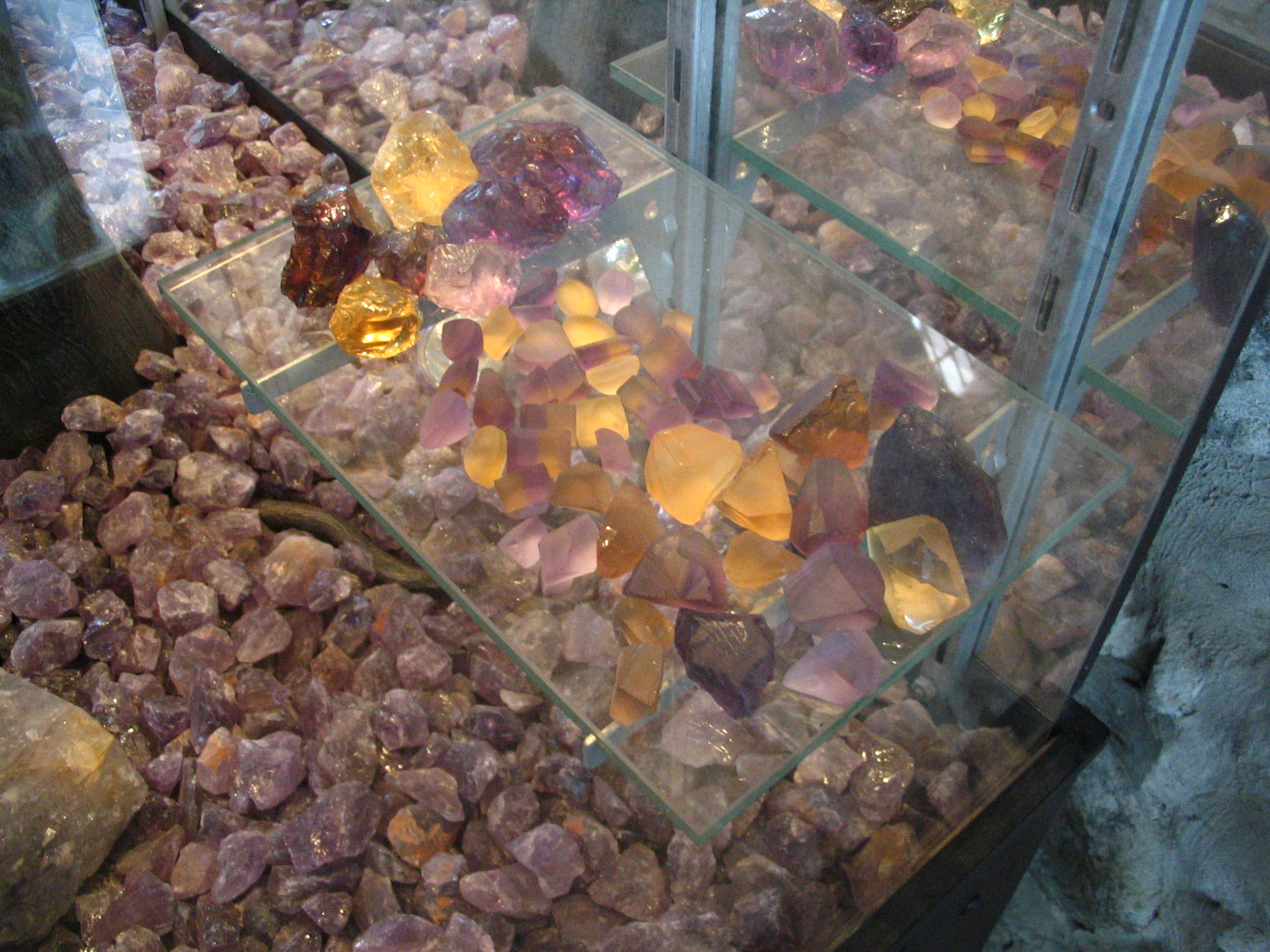